# Stenoma emphanes
Stenoma emphanes es una especie de polilla del género Stenoma, orden Lepidoptera.
Fue descrita científicamente por Meyrick en 1917.

## Distribución
Se distribuye por Burma.